# Indoevropské náboženství

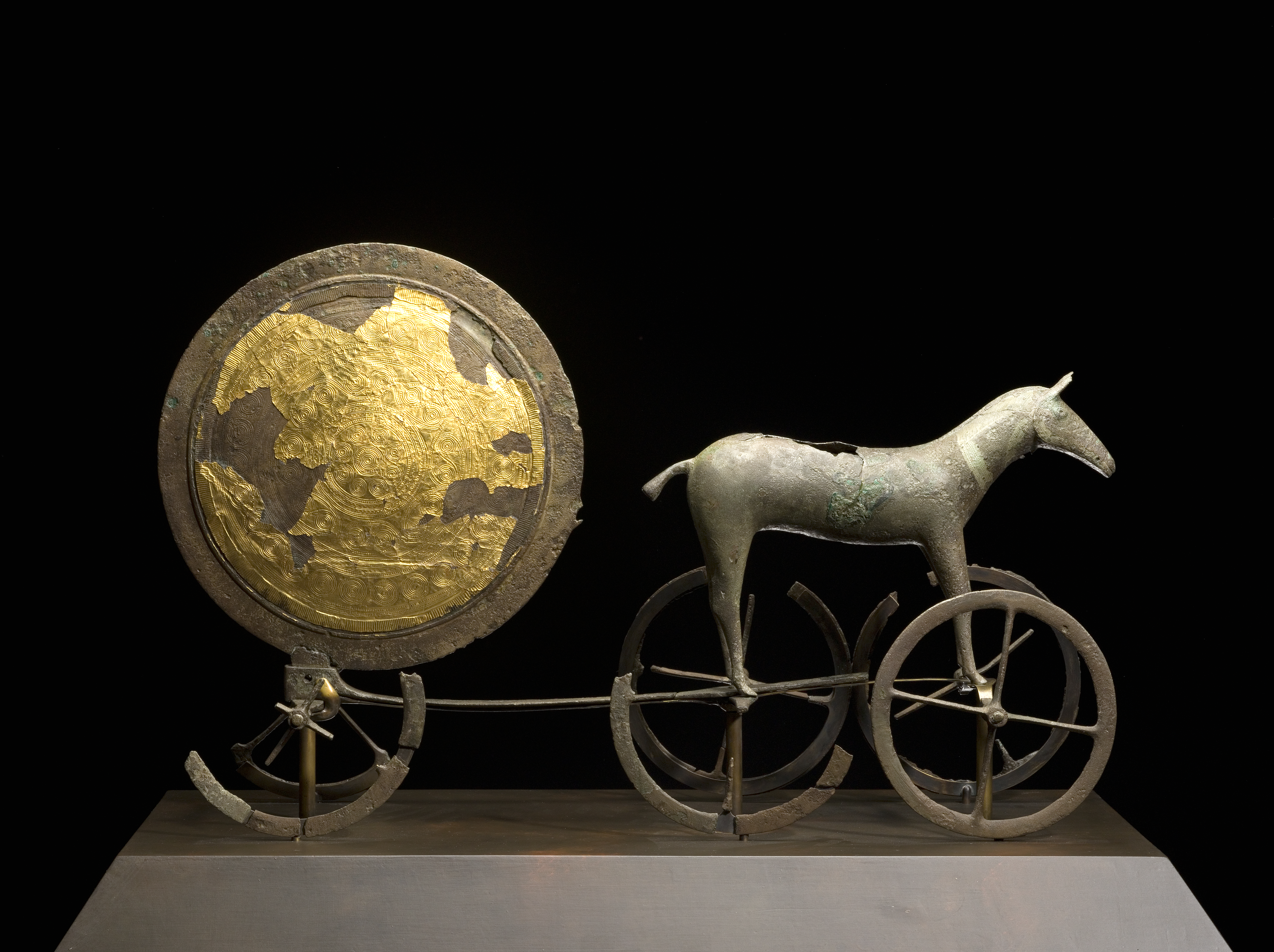
Trundholmský sluneční vůz, artefakt severské doby bronzové (zhruba 1400 př. n. l.), zobrazující typickou indoevropskou představu Slunce jako vozu taženého koněm

Indoevropské náboženství byl soubor věrských představ a praktik Praindoevropanů, včetně mytologie, rekonstruovaných na základě analýzy společné náboženské slovní zásoby, témat a rituálů, objevujících se v jejich následnických kulturách. V širším slova smyslu tak lze jako indoevropské náboženství označit i právě tyto společné prvky v náboženstvích historických indoevropských kultur.

## Bohové
Rekonstruované praindoevropské označení pro boha či božstvo zní *deiwós, v plurálu  *deiwṓs, z kterého vychází výrazy jako chetitské siūs, védské déva, latinské deus, pragermánské *tīwaz a staroirské día. Kořenem tohoto slova je *diw/*dju s významem „jasné nebe, denní světlo“, z čehož vyplývá že bohové byli chápáni jako nebešťané, což je motiv který se objevuje v mnoha historických indoevropských mytologiích. Z *deiwós však vychází také avestánské daéva označující démonickou, nepřátelskou, bytost, což snad ovlivnilo podobný posun významu u  staroslověnského divŭ „démon“.. Příčina tohoto posunu je nejasná, často je spojována s působením Zarathuštry. V íránských a slovanských jazycích se namísto toho prosadilo označení spojené s výrazem pro „rozdávat, rozdělovat (bohatství)“, příkladem je staroperské baga- a české bůh. K dalším výrazům pro božstva v následnických jazycích patří pragermánské *guða- ve významu „uctívaný (úlitbami)“, z kterého vychází například anglické god, které má podle některých hypotéz i své tocharské protějšky. Starořecký výraz θεός theos vychází z praindoevropského *dʰéh₁s „bůh, božstvo“, které se ozývá také v arménském dik „bohové“, latinském fanum „chrám, posvěcené místo“, a které snad vychází z kořene *dʰéh₁ „umístit, postavit, ustavit”.
Lze předpokládat že Praindoevropané neměli žádný pevně stanovený panteon božstev či jejich pevně určené množství, ač se v různých náboženských textech mluví například o tisíci, třiceti třech či dvanácti bozích. Často se také hovoří obecně o „všech bozích“. Přes etymologii slova pro božstvo se také kromě nebeských bohů v indoevropských panteonech objevují bohové „dolní“, pozemští či podzemní, případně také o bozích přebývajících v povětří či ve vodách. K protikladu k nebeským a nesmrtelným bohům jsou pak dáváni pozemští a smrtelní lidé. Kromě své nesmrtelnosti jsou indoevropští bohové často charakterizováni jako nestárnoucí a neúnavní.
Ve vztahu ke smrtelníkům se bohové, s výjimkou těch, kteří měli patronát nad spravedlností, nezabývali etickými otázkami. Důležitou věcí byla jejich přízeň, proto se je lidé snažili naklonit a stát se jejich přáteli.V modlitbách byly vzýváni především jako dárci a věřilo se že mohou pobývat v lidské podobě pobývat mezi smrtelníky. Na bohy se také často odkazovalo jako na nesmrtelné, přestože v některých mýtech bohové umírají, v opozici ke smrtelným lidem, a nestárnoucí.
Pro indoevropské bohy je typické velké množství jmen a titulů. Některá jména jsou nejspíše zástupná, jako jméno severského Freye, které znamená jednoduše „pán“, protože existovala víra v magickou moc pravého jména. Některá jména bohů jsou odvozeno od abstrakcí, například jméno védského Mitry je maskulizovaná forma neutra mitrám „smlouva“, jméno zoroastriánského Ašy znamená „pravda“. Kvůli své moci byly často titulováni jako králové nebo velcí králové, božstvo Nebes a bohyni Země byly označováni jako otec a matka.

## Panteon

### Djéus
Djéus je rekonstruovaný bůh, který vládl nebesům a dni a byl také otcem bohů. V pozdějších panteonech se z něj vyvinul védský Djaus, řecký Zeus, římský Iuppiter a Dius Fidius nebo třeba illyrský Deipaturos. Odpovídají mu také bohové jejichž jméno je odvozeno z adjektiva *deiwó „nebeský“ jako germánský Tiwaz a litevský Dievas. Jeho jméno pochází z praindoevropského kořene *di/dei „vydávající světlo" a náleží do sémantického okruhu slov jako "nebesa, nebeské světlo, den, denní světlo“.

### Bohyně
Ačkoliv rekonstruovaná praindoevropština nerozlišovala mužský a ženský rod, je pravděpodobné že už v nejstarší době byly bohové podle pohlaví rozdělováni. Ve většině indoevropských panteonech hráli bohyně spíše menší roli, tam kde tomu tak nebylo, tedy v jižní a západní Evropě se dá uvažovat o vlivu před-indoevropských populací.
Ve védském panteonu, který se nejspíše nejvíce blíží původnímu indoevropskému panteonu se dají bohyně rozdělit na následující kategorie
- Přírodní jevy a objekty s ženskými jmény jako Prthiví „Země“, Ušas „Úsvit“, Rátrí „Noc“, Ápah „Vody“ nebo Sarasvatí

- Personifikované abstrakce ženského rodu jako Aditi „Nespoutanost“, Váč „Promluva“, Šrádha „Pravda“ nebo Lakšmí „Štěstí“

- Manželky či družky pojmenované po svých manželech jako Rudrání nebo Varunání.

- Pozemské bohyně jako víly zvané apsarasy nebo paní lesů Aranjáni.

Bohyně první a čtvrté kategorie vychází určitě vychází z původního panteonu, druhá kategorie vznikla pozdějším vývojem a rozmohla se především u Řeků a Římanů. Třetí typ má nejspíše také archaické kořeny.

## Kosmologie
V indoevropských kosmologiích se objevuje opozice mezi Nebesy a Zemí která odráží fundamentální rozdíl mezi bohy-nebešťany a lidmi-pozemšťany. Dohromady představují celý svět a fráze „nebe a země“ a „nebe nahoře a země dole“ jsou častými básnickými formulemi. Nebesa byla původně nejspíše chápaná jako kamenná, případně jako u Homéra jako bronzová či železná. To se odráží v některých výrazech pro nebesa, jako avestánské asman- nebo anglické heaven, který vychází z praindoevropského *h2ḱmōn, které lze vyložit jak jako „nebe“ tak jako „kámen“. O existenci odlišného pohledu svědčí zase výrazy jako české nebe nebo řecké nebhos, vycházející z *nébhos- „oblak“. Nebesa jsou se Zemí spojena osou, typicky sloupem či stromem, která také drží svět pohromadě.

### Kosmologické triády
Kromě dvojice Nebe a Země se v některých indoevropských mytologiích hovoří také o trojici Nebe, Země a Moře/Vody. Jedná se například o:
- v rgvédských hymnech 1.139[6] a 10.65[7] se hovoří o bozích kteří sídlí na nebesích, na zemi a ve vodách.[8]
- v atharvavédském hymnu 10.10 se hovoří o krávě skrze kterou jsou zachovány nebesa, země i vody,[9], stejná trojice je zmiňována i v modlitbě 6.80[10][8]
- v eposu Mahábhárata Agni hledá ukrytého Indru v horním, zemní a vodní části světa.[8]
- v jednom arménském mýtu nebe, země a moře spolupracuje na narození hrdiny Vahagna[5]
- při moři před sebou, nebesy pod ním a zemí pod ním přísahá Conchobar mac Nessa v irském eposu Uloupení býka z Cúailnge[5]

Dále se pak objevuje trojice Nebe, Povětří a Země, která je často chápána jako odrážející trojfunkční ideologii, Nebesa by pak náležela kněžské a královské funkci, povětří funkci válečnické a země funkci zemědělské. Mezi příklady náleží:
- v atharvavédském hymnu 10.9[11] se hovoří o bozích na nebesích, v povětří (respektive uprostřed sídlících) a na zemi.[8]
- za formu božstev nebes, povětří a země se dají považovat zarathuštričtí Ahura Mazda, Váju a Angra Mainju,[8] s ohledem na fakt že bůh větru Váju někdy představuje třetí, prostřední sílu, mezi dvěma zbylými bohy zastupující síly Pravdivosti a Klamství.
- v Aristofanově hře Ptáci je vyprávěn stvořitelský mýtus podle kterého na počátku nebylo země, povětří ani nebe.[12]
- ve faerské baladě Loka Táttur Ódin vládne nebesům, která přináší polím déšť, Hœnir vodním ptákům a Loki rybám v moři.[13]